# Anacroneuria oculatila
Anacroneuria oculatila är en bäcksländeart som beskrevs av Jewett 1959. Anacroneuria oculatila ingår i släktet Anacroneuria och familjen jättebäcksländor. Inga underarter finns listade i Catalogue of Life.